# Paul Hutchins
Paul Raymond Hutchins (Bristol, 5 aprile 1945 – 14 marzo 2019) è stato un tennista britannico.

## Carriera
Nei tornei del Grande Slam ottenne il suo miglior risultato raggiungendo i quarti di finale di doppio all'Open di Francia nel 1968, in coppia con il connazionale Gerald Battrick.
In Coppa Davis giocò un totale di 3 partite, collezionando una vittoria e due sconfitte.
Uno dei suoi quattro figli, Ross, è diventato anche lui tennista.